# Bismarck-Denkmal (Düren)

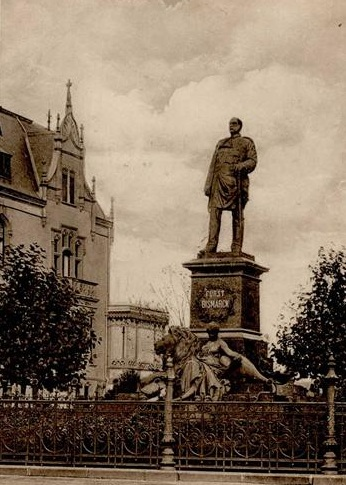
Das ursprüngliche Denkmal auf der Kreuzung Bismarckstraße / Moltkestraße

Das Bismarck-Denkmal in Düren steht im Theodor-Heuss-Park an der Bismarckstraße. Das überlebensgroße, neuklassizistische Bronze-Standbild des Reichskanzlers Otto von Bismarck mit der Urkunde der Kaiserproklamation in der Hand wurde von 1891 bis 1892 von dem Bildhauer Joseph Uphues geschaffen. Das Denkmal wurde am 18. September 1892 feierlich enthüllt und beim Luftangriff vom 16. November 1944 schwer beschädigt.
Nach dem Krieg wurde lediglich das Bismarck-Standbild repariert und am 25. September 1956 auf einem neuen, schlichten und niedrigen Sockel aufgestellt. Der alte Sockel und die flankierenden Darstellungen (Reliefbildnisse der preußischen Generäle Albrecht von Roon und Helmuth von Moltke sowie Skulptur der Muse Klio) sind nicht erhalten, das künstlerische Gesamtkonzept ist daher heute nicht mehr nachvollziehbar. Dennoch steht das Denkmal in seiner neuen Fassung unter Denkmalschutz.